# 神奈川県の図書館一覧
神奈川県の図書館一覧（かながわけんのとしょかんいちらん）とは、神奈川県内にある学校図書館を除くすべての図書館を「市」・「郡」に分けて一覧にしてまとめたものである。
図書館施設の名称ではなく、各市町村の条例に記される総称（運営者）の場合は、斜体で表した。

## 県
- 神奈川県立図書館
  - 神奈川県立川崎図書館

## 市

### 横浜市
- 横浜市立図書館
  - 中央図書館
  - 磯子図書館
  - 金沢図書館
  - 港北図書館
  - 鶴見図書館
  - 戸塚図書館
  - 山内図書館
  - 保土ケ谷図書館
  - 瀬谷図書館
  - 旭図書館
  - 港南図書館
  - 神奈川図書館
  - 泉図書館
  - 栄図書館
  - 中図書館
  - 南図書館
  - 都筑図書館
  - 緑図書館

#### 専門図書館
- 大倉精神文化研究所 附属図書館
- 海洋研究開発機構横浜研究所 図書館
- 水産研究・教育機構中央水産研究所 図書資料館

### 川崎市
- 川崎市立図書館
  - 川崎図書館
    - 田島分館
    - 大師分館

  - 幸図書館
    - 日吉分館

  - 中原図書館
  - 高津図書館
    - 橘分館

  - 宮前図書館
  - 多摩図書館
    - 菅閲覧所

  - 麻生図書館
    - 柿生分館
- 富山県民話財団附属図書館神奈川分館

### 相模原市
- 相模原市立図書館
  - 相武台分館
  - 相模大野図書館
  - 橋本図書館

### 横須賀市
- 横須賀市立図書館
  - 中央図書館
  - 児童図書館
  - 南図書館
  - 北図書館

### 平塚市
- 平塚市図書館
  - 中央図書館
  - 北図書館
  - 西図書館
  - 南図書館

### 鎌倉市
- 鎌倉市図書館
  - 中央図書館
  - 腰越図書館
  - 深沢図書館
  - 大船図書館
  - 玉縄図書館

### 藤沢市
- 藤沢市図書館
  - 総合市民図書館・点字図書館
  - 南市民図書館
  - 辻堂市民図書館
  - 湘南大庭市民図書館
  - 市民図書室（11か所)

### 小田原市
- 小田原市立図書館
  - かもめ図書館
- 小田原文学館・白秋童謡館

#### 専門図書館
- 神奈川県立生命の星・地球博物館 ミュージアムライブラリー

### 茅ヶ崎市
- 茅ヶ崎市立図書館
  - 香川分館

### 逗子市
- 逗子市立図書館

### 三浦市
- 三浦市図書館
  - 南下浦分館
  - 初声分館

### 秦野市
- 秦野市立図書館

### 厚木市
- 厚木市立中央図書館

### 大和市
- 大和市立図書館
  - 渋谷図書館
  - 中央林間図書館
  - 桜丘学習センター図書室
  - つきみ野学習センター図書室

### 伊勢原市
- 伊勢原市立図書館

### 海老名市
- 海老名市立図書館
  - 中央図書館
  - 有馬図書館

### 座間市
- 座間市立図書館

### 南足柄市
- 南足柄市立図書館
  - 塚田図書館

### 綾瀬市
- 綾瀬市立図書館

## 郡

### 三浦郡
- 葉山町立図書館

#### 専門図書館
- 神奈川県立近代美術館 美術図書室

### 高座郡
- 寒川総合図書館
  - 北部分室（北部文化福祉会館）
  - 南部分室（南部文化福祉会館）

### 中郡
- 大磯町立図書館
  - 国府分館
- 二宮町図書館

### 足柄上郡
- 大井町図書館
- 松田町図書館
- 中井町井ノ口公民館図書室
- 山北町立中央公民館図書室
- 開成町民センター図書室

### 足柄下郡
- まなづる図書館
- 湯河原町立図書館
- 箱根町社会教育センター図書室

### 愛甲郡
- 愛川町図書館
- 清川村図書館